# 日光

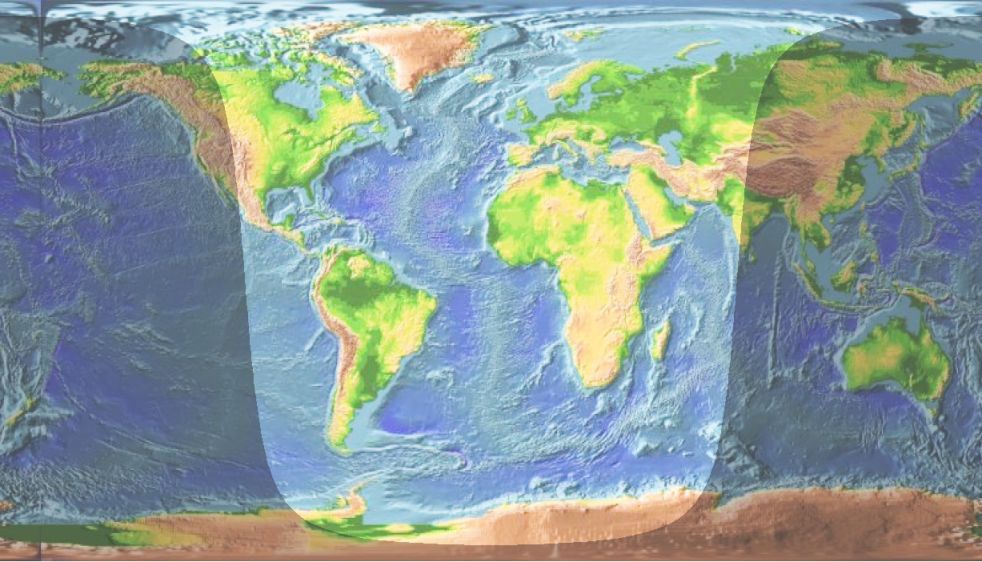
世界地圖上顯示的是4月2日13:00(世界時)各地接收的日光。

日光是日間（並且可能包括曙暮光）在戶外直接或間接照射到的所有太陽光。這裡面包括直射的太陽光、天空漫射和來自地球的和陸地的反射（經常兩者都有）。被太空中的物體（也就是地球大氣層之外）反射或散射的太陽光不包含在日光內。因此，儘管月光是「間接的太陽光」，但它不能算是日光。日間是每一天中有日光發生的時間。

## 定義
日光只存在於一些特定的地區，就某種程度而言，太陽總是在那些地區的地平線之上（事實上，在任何給定的時間，地球上有略大於50%的地區在日光下。解釋不是正好一半的原因，請參見此處）。但是，在戶外的照度，因為太陽光直接的照射，在正午可以達到120,000勒克司，足以造成眼睛的刺痛，或是當太陽在地平線上又有濃厚的暴風雲而低至5勒克司（在極端的情況下還會低於1勒克司），這會使遠處的街燈能照射出可見的影子。它也可能在特殊的情況下，如日食或很高濃度的煙塵、塵埃或火山灰而變得黑暗。

## 不同狀況下的日光強度
| 照度                 | 例子                                   |
| -------------------- | -------------------------------------- |
| 120,000 勒克司       | 最亮的太陽光                           |
| 110,000 勒克司       | 明亮的太陽光                           |
| 20,000 勒克司        | 在正午清澈的藍天下陰影內的照度         |
| 1,000 - 2,000 勒克司 | 典型陰天的正午                         |
| <200 勒克司          | 在正午最黑暗的暴風雲下                 |
| 400 勒克司           | 在晴朗天氣下的日出或日沒（室溫的照度） |
| 40 勒克司            | 完全陰天下的日出或日沒                 |
| <1 勒克司            | 最黑暗的暴風雲下的日出或日沒           |

作為比較的夜間照度級別：
| 照度           | 例子                               |
| -------------- | ---------------------------------- |
| <1 勒克司      | 月光                               |
| 0.25勒克司     | 在滿月下的晴朗夜空                 |
| 0.01勒克司     | 弦月                               |
| 0.002 勒克司   | 沒有月光，星光清澈且包含氣輝的夜晚 |
| 0.0002 勒克司  | 沒有月光，也沒有氣輝的夜晚         |
| 0.00014 勒克司 | 金星最亮的光度                     |
| 0.0001 勒克司  | 被雲遮蔽且沒有月光的夜空           |

在太陽系內近似的日光強度表，請參見太陽光。

## 效應

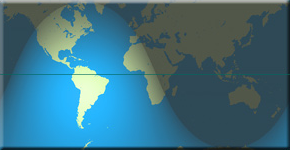
一月的日光。有些人不願意在極區內生活，因為在夏季和冬季的日光有著極端的不同。

日光被普遍的認為對人類的心理有積極的影響，並且在白天較短的冬季出現心理健康的問題，比實施夏令時的夏季期間為多。臨床憂鬱症被與有限的日光聯結在一起被稱為季節性情緒障礙。
採光是對戶內空間的照明，像是通過窗戶和天窗所允許進入建築物的日光。這種形式的照明可以節約能源，也可以避免在人工燈光和美學下的過度照明對健康產生的不良影響。因為白天有陽光可以減少人工照明能源的使用，所以只需安裝較少的電燈，或是使用調光的電子開關自動回應存在的日光，這種過程稱為日光採集。
在這幾年，已經可以在工作場所以人工重新創建日光照射的效果。不過這是需要極度昂貴的設備和極度的消耗能源，因此幾乎只在無論如何都需要這種強度光的專業領域，像是影片製作的工作場所才會使用。

## 註解
1. ↑  .   [2010-05-26]. （原始内容存档于2017-11-13）.
2. ↑  .   [2010-05-26]. （原始内容存档于2015-12-10）.
3. ↑  Bunning, Erwin; and Moser, Ilse.  ([] – Scholar search). Proceedings of the National Academy of Sciences of the United States of America. April 1969, 62 (4): 1018–1022  [2006-11-10]. PMID 16591742. doi:10.1073/pnas.62.4.1018.
4. 1 2 3 4 5  Paul Schlyter, Radiometry and photometry in astronomy FAQ （页面存档备份，存于） (2006)
5. ↑  .   [2007-04-24]. （原始内容存档于2008-06-20）.

## 外部連結
- Royal Institution of Chartered Surveyors - Rights to Light Determination Homepage
- Daylight Chart （页面存档备份，存于） shows sunrise and sunset times in a chart, for any location in the world.
- Daylight Google Map and Satellite View